# Мосс
Мосс (норв. Moss) — місто і порт на південному сході Норвегії. Розташоване на східному узбережжі Осло-фіорду. Засноване в XVI столітті. 14 серпня 1814 року тут підписана Мосська конвенція, яка закінчилася короткою війною між Норвегією та Швецією, перед тим як ці дві країни вступили в союз. Місто має паперову та бавовняну фабрики, металообробні заводи, суднобудівні верфі, текстильні підприємства, броварні та заклади для виробництва скла, асфальту та гудрону.
Гавань захищена островом Єл, званим «Перлиною Осло-фіорда» через його вишукану відпочинкову зону та багато великих маєтків. Річка Мосс тече через озеро Ванн, потім, перетинаючи місто, впадає в Осло-фіорд.
Населення (2007 рік, оцінка) муніципалітету: 28,6 тис. мешканців.

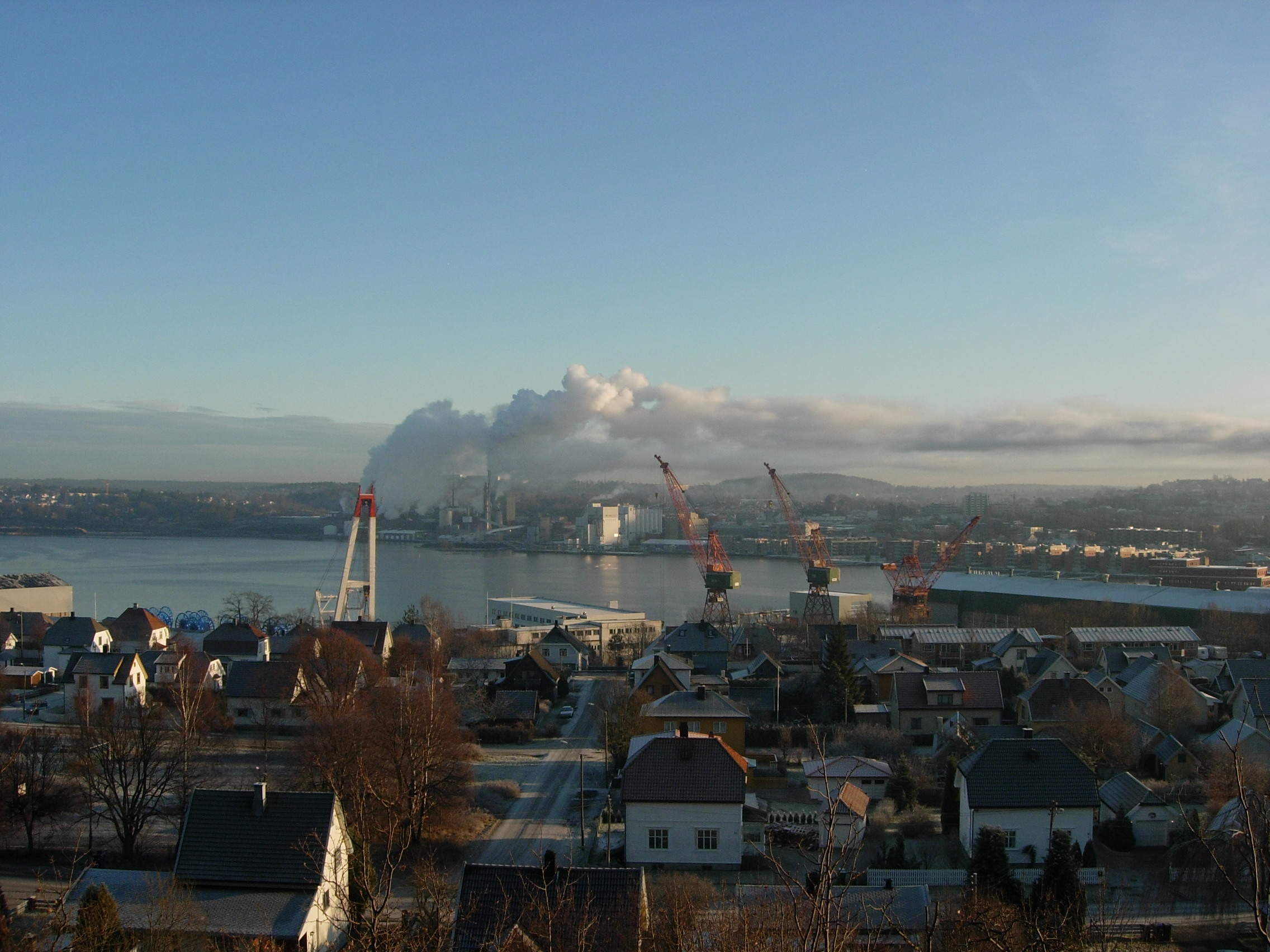
Краєвид з острова Єл.

## Джерело
- Енциклопедія Британніка: Мосс (Норвегія) [Архівовано 21 червня 2009 у Wayback Machine.]